# Carparachne aureoflava
Carparachne aureoflava là một loài nhện trong họ Sparassidae.